# Liste des œuvres de Caspar David Friedrich
Cet article recense des œuvres du peintre, dessinateur et graveur allemand Caspar David Friedrich.

## Généralités
Le peintre romantique allemand Caspar David Friedrich (1774–1840) est un artiste prolifique qui a produit plus de 500 œuvres connues. En accord avec les idéaux romantiques de son époque, Friedrich prévoyait une fonction uniquement visuelle à ses tableaux et faisait attention que les titres qui leur étaient donnés ne soient pas trop descriptifs ou évocateurs. Il est probable que certains titres, comme Les Âges de la vie, n'ont pas été attribués par l'artiste lui-même mais ont été adoptés lors d'un renouveau d'intérêt pour l'artiste à la fin du XIXe siècle ou au début du XXe siècle.
Comme Friedrich ne nommait pas et ne datait pas souvent directement ses tableaux, des complications surviennent lors de l'établissement d'une chronologie de son œuvre. Toutefois, il tenait un journal détaillé de sa production, qui a été utilisé par les spécialistes pour lier les tableaux à leur date d'achèvement.

## Liste

### Peintures
| Tableau | Titre traduit                                                                    | Titre original                                                                         | Date                   | Dimensions (cm) | Technique       | Lieu                                                   | Ville                          | Pays        | Notes                                                               |
| ------- | -------------------------------------------------------------------------------- | -------------------------------------------------------------------------------------- | ---------------------- | --------------- | --------------- | ------------------------------------------------------ | ------------------------------ | ----------- | ------------------------------------------------------------------- |
|         | Paysage avec ruine de temple                                                     |                                                                                        | 1797                   |                 | Huile sur toile |                                                        |                                |             |                                                                     |
|         | Épave dans la mer de glace                                                       | Wrack im Eismeer                                                                       | 1798                   | 31,4 × 23,6     | Huile sur toile | Kunsthalle de Hambourg                                 | Hambourg                       | Allemagne   | Attribution à l'auteur contestée                                    |
|         | Vue sur Arkona au lever de la lune                                               | Blick auf Arkona mit aufgehendem Mond und Netzen                                       | 1805-1806              |                 |                 | Collection privée Jan Krugier                          |                                |             |                                                                     |
|         | Façade ouest de la ruine d'Eldena                                                | Westfassade der Ruine Eldena mit Backhaus und Scheune                                  | 1806                   |                 |                 | Musée des beaux-arts                                   | Angers                         | France      |                                                                     |
|         | L'Été                                                                            | Der Sommer                                                                             | 1807                   | 71,4 × 103,6    | Huile sur toile | Neue Pinakothek                                        | Munich                         | Allemagne   |                                                                     |
|         | Dolmen sous la neige                                                             | Hünengrab im Schnee                                                                    | 1807                   | 62 × 80         | Huile sur toile | Galerie Neue Meister                                   | Dresde                         | Allemagne   |                                                                     |
|         | Bord de mer avec pêcheur                                                         | Meeresstrand mit Fischer                                                               | Vers 1807              | 34,5 × 51       | Huile sur toile | Österreichische Galerie Belvedere, inv. no 3701        | Vienne                         | Autriche    | Site du musée                                                       |
|         | Bord de mer dans le brouillard                                                   | Meeresstrand im Nebel                                                                  | Vers 1807              | 34,2 × 50,2     | Huile sur toile | Österreichische Galerie Belvedere, inv. no 3700        | Vienne                         | Autriche    | Site du Musée                                                       |
|         | Vue de la vallée de l'Elbe                                                       | Ausblick ins Elbtal                                                                    | Vers 1807              | 81,5 × 80       | Huile sur toile | Galerie Neue Meister                                   | Dresde                         | Allemagne   |                                                                     |
|         | Portrait du père de Friedrich                                                    |                                                                                        | 1808                   | 51,7 × 42,4     | Huile sur toile | Hanovre                                                | Niedersächsisches Landesmuseum | Allemagne   |                                                                     |
|         | Brume matinale dans les montagnes                                                | Morgennebel im Gebirge                                                                 | 1808                   | 71 × 104        | Huile sur toile | Musée du château Heidecksburg                          | Rudolstadt                     | Allemagne   |                                                                     |
|         | Le Retable de Tetschen                                                           | Das Kreuz im Gebirge (Tetschener Altar)                                                | 1808                   | 115 × 110,5     | Huile sur toile | Galerie Neue Meister                                   | Dresde                         | Allemagne   |                                                                     |
|         | Moine dans la neige                                                              | Mönch im Schnee                                                                        | 1808                   |                 |                 |                                                        |                                |             | brûlée en juin 1931 dans l'incendie du Palais des glaces de Munich. |
|         | Paysage bohémien                                                                 | Böhmische Landschaft                                                                   | Vers 1808              |                 | Huile sur toile | Staatsgalerie                                          | Stuttgart                      | Allemagne   |                                                                     |
|         | L'Abbaye dans une forêt de chênes                                                | Abtei im Eichwald                                                                      | 1809/10                | 110,4 × 171     | Huile sur toile | Alte Nationalgalerie                                   | Berlin                         | Allemagne   |                                                                     |
|         | Le Moine au bord de la mer                                                       | Der Mönch am Meer                                                                      | 1809/10                | 110 × 171,5     | Huile sur toile | Alte Nationalgalerie                                   | Berlin                         | Allemagne   | Patrimoine prussien                                                 |
|         | Paysage de montagne avec arc-en-ciel                                             | Gebirgslandschaft mit Regenbogen                                                       | 1810                   | 70 × 102        | Huile sur toile | Museum Folkwang                                        | Essen                          | Allemagne   | Artothek                                                            |
|         | Paysage avec arc-en-ciel                                                         | Landschaft mit Regenbogen                                                              | Vers 1810              | 59 × 84,5       | Huile sur toile |                                                        |                                |             | Disparue depuis 1945                                                |
|         | Paysage de Bohême avec le mont Milleschauer                                      | Böhmische Landschaft mit dem Milleschauer                                              | Vers 1810              | 71 × 104        | Huile sur toile | Galerie Neue Meister                                   | Dresde                         | Allemagne   |                                                                     |
|         | Gorge dans le Hartz                                                              | Felsenschlucht im Harz                                                                 | 1811                   |                 |                 | Musée régional de Poméranie                            | Greifswald                     | Allemagne   |                                                                     |
|         | Matin dans le Riesengebirge                                                      | Morgen im Riesengebirge                                                                | 1810-1811              | 108 × 170       | Huile sur toile | Alte Nationalgalerie (Berlin)                          | Berlin                         | Allemagne   |                                                                     |
|         | Paysage d'hiver                                                                  | Winterlandschaft                                                                       | 1811                   | 32.5 x 45       | Huile sur toile | National Gallery                                       | Londres                        | Royaume-Uni | Musée                                                               |
|         | Paysage d'hiver avec église                                                      | Winterlandschaft mit Kirche                                                            | 1811                   | 33 × 45         | Huile sur toile | Museum für Kunst und Kulturgeschichte                  | Dortmund                       | Allemagne   | Attribution ?                                                       |
|         | Paysage d'hiver                                                                  | Winterlandschaft                                                                       | 1811                   | 32,5 × 45       | Huile sur toile | Staatliches Museum                                     | Schwerin                       | Allemagne   |                                                                     |
|         | Felspartie im Harz                                                               | Felspartie im Harz                                                                     | 1811                   | 32 × 45         | Huile sur toile | Galerie Neue Meister                                   | Dresde                         | Allemagne   |                                                                     |
|         | Croix et cathédrale dans la montagne                                             | Kreuz und Kathedrale im Gebirge                                                        | 1812                   | 45 × 38,5       | Huile sur toile | Museum Kunstpalast                                     | Düsseldorf                     | Allemagne   |                                                                     |
|         | Tombes des combattants pour la Liberté                                           | Gräber gefallener Freiheitskrieger                                                     | 1812                   | 49.5 × 70.5     | Huile sur toile | Kunsthalle de Hambourg                                 | Hambourg                       | Allemagne   |                                                                     |
|         | Croix dans la forêt                                                              | Kreuz im Wald                                                                          | 1813                   | 42 × 32         | Huile sur toile | Staatsgalerie, inv. no L 569                           | Stuttgart                      | Allemagne   |                                                                     |
|         | Croix surplombant la mer Baltique                                                | Kreuz an der Ostsee                                                                    | Probablement vers 1813 | 45 × 33,5       | Huile sur toile | Château de Charlottenburg                              | Berlin                         | Allemagne   |                                                                     |
|         | Le Chasseur dans la forêt                                                        | Der Chasseur im Walde                                                                  | 1814                   | 65,7 × 46,7     | Huile sur toile | Collection privée                                      |                                |             |                                                                     |
|         | Voilier                                                                          | Segelschiff                                                                            | 1815                   | 72,3 × 51       | Huile sur toile | Städtische Kunstsammlungen, inv. no 215                | Chemnitz                       | Allemagne   |                                                                     |
|         | Matin (Bateaux en partance)                                                      | Morgen (Ausfahrende Boote)                                                             | Après 1815             |                 |                 | Niedersächsisches Landesmuseum                         | Hanovre                        | Allemagne   |                                                                     |
|         | Greifswald au clair de lune                                                      | Greifswald im Mondschein                                                               | 1816/17                | 22,5 × 30,5     |                 | Nasjonalgalleriet                                      | Oslo                           | Norvège     |                                                                     |
|         | Neubrandenbourg                                                                  | Neubrandenburg                                                                         | 1816/1817              | 91 × 72         | Huile sur toile | Musée régional de Poméranie                            | Greifswald                     | Allemagne   |                                                                     |
|         | Tableau commémoratif pour Johann Emanuel Bremer                                  | Gedächtnisbild für Johann Emanuel Bremer                                               | 1817                   | 43 × 57         | Huile sur toile | Château de Charlottenbourg                             | Berlin                         | Allemagne   |                                                                     |
|         | Paysage côtier au crépuscule                                                     | Küstenlandschaft in der Dämmerung                                                      | 1816-18                | 22 × 31         | Huile sur toile | Museum für Kunst und Kulturgeschichte, inv. no 1950/5  | Lübeck                         | Allemagne   |                                                                     |
|         | Le Voyageur contemplant une mer de nuages                                        | Der Wanderer über dem Nebelmeer                                                        | vers 1817              | 98,4 × 74,8     | Huile sur toile | Kunsthalle de Hambourg                                 | Hambourg                       | Allemagne   | Musée                                                               |
|         | Deux Hommes au bord de la mer                                                    | Zwei Männer am Meer                                                                    | 1817                   | 51 x 66         | Huile sur toile | Alte Nationalgalerie                                   | Berlin                         | Allemagne   |                                                                     |
|         | Bord de mer au clair de lune                                                     |                                                                                        | 1818                   | 22 × 30         | Huile sur toile | Musée du Louvre                                        | Paris                          | France      |                                                                     |
|         | La Cathédrale                                                                    | Die Kathedrale                                                                         | 1818                   | 152 × 70        | Huile sur toile | Musée Georg Schäfer                                    | Schweinfurt                    | Allemagne   |                                                                     |
|         | Nuit au port                                                                     | Nacht im Hafen (Schwestern)                                                            | 1818                   | 74 × 52         | Huile sur toile | Musée de l'Ermitage                                    | Saint-Pétersbourg              | Russie      |                                                                     |
|         | Tonnelle à Greifswald                                                            | Gartenlaube in Greifswald                                                              | 1818                   |                 |                 | Neue Pinakothek                                        | Munich                         | Allemagne   |                                                                     |
|         | Sur le voilier                                                                   | Auf dem Segler                                                                         | 1818/19                | 71 × 56         | Huile sur toile | Musée de l'Ermitage                                    | Saint-Pétersbourg              | Russie      | Musée                                                               |
|         | Le Port de Greifswald                                                            | Greifswalder Hafen                                                                     | 1818-20                | 90 × 70         | Huile sur toile | Alte Nationalgalerie                                   | Berlin                         | Allemagne   |                                                                     |
|         | Falaises de craie sur l'île de Rügen                                             | Kreidefelsen auf Rügen                                                                 | Vers 1818              | 90,5 × 71       | Huile sur toile | Museum Oskar Reinhart am Stadtgarten                   | Winterthour                    | Suisse      | Musée                                                               |
|         | Femme devant le coucher de soleil                                                | Frau vor untergehender Sonne (Sonnenuntergang, Sonnenaufgang, Frau in der Morgensonne) | Vers 1818              | 22 × 30         | Huile sur toile | Museum Folkwang                                        | Essen                          | Allemagne   | Artothek                                                            |
|         | Cimetière d'un cloître sous la neige                                             | Klosterfriedhof im Schnee                                                              | Vers 1819              |                 |                 |                                                        |                                |             | Détruite en 1945                                                    |
|         | Le Rêveur                                                                        | Der Träumer                                                                            | 1820-1840              | 27 × 21         | Huile sur toile | Musée de l'Ermitage                                    | Saint-Pétersbourg              | Russie      |                                                                     |
|         | Prés à Greifswald                                                                | Wiesen bei Greifswald                                                                  | 1820-22                | 35 × 49         | Huile sur toile | Kunsthalle de Hambourg                                 | Hambourg                       | Allemagne   |                                                                     |
|         | Nuages en mouvement                                                              | Ziehende Wolken                                                                        | Probablement vers 1820 | 18,3 × 24,5     | Huile sur toile | Kunsthalle de Hambourg                                 | Hambourg                       | Allemagne   |                                                                     |
|         | Cygnes dans les roseaux aux premières lueurs de l'aurore                         | Schwäne im Schilf beim ersten Morgenrot                                                | Vers 1819/1820         | 36 × 44         | Huile sur toile | Freies Deutsches Hochstift - Frankfurter Goethe-Museum | Francfort-sur-le-Main          | Allemagne   |                                                                     |
|         | Tombeau hun à l'automne                                                          | Hünengrab im Herbst                                                                    | Vers 1820              |                 |                 | Galerie Neue Meister                                   | Dresde                         | Allemagne   |                                                                     |
|         | Barque fluviale dans le brouillard matinal                                       | Elbschiff im Frühnebel                                                                 | Vers 1820-25           | 22,5 × 30,8     | Huile sur toile | Wallraf-Richartz Museum, inv. no 2667                  | Cologne                        | Allemagne   |                                                                     |
|         | Soir au bord de la rivière                                                       | Abend am Fluss                                                                         | Vers 1820-25           | 44 × 34,5       | Huile sur toile | Wallraf-Richartz Museum, inv. no 2668                  | Cologne                        | Allemagne   |                                                                     |
|         | Tombe de Kügelgen                                                                | Kügelgens Grab                                                                         | 1821/22                | 41,5 × 55       | Huile sur toile | Collection privée                                      |                                |             |                                                                     |
|         | L'Après-midi (Cycle des heures du jour)                                          | Der Nachmittag (Tageszeiten-Zyklus)                                                    | Vers 1821              | 22 × 30,5       | Huile sur toile | Niedersächsisches Landesmuseum                         | Hanovre                        | Allemagne   |                                                                     |
|         | Le Matin (Cycle des heures du jour)                                              | Der Morgen (Tageszeiten-Zyklus)                                                        | Vers 1821              | 22 × 30,5       | Huile sur toile | Niedersächsisches Landesmuseum                         | Hanovre                        | Allemagne   |                                                                     |
|         | Le Midi (Cycle des heures du jour)                                               | Der Mittag (Tageszeiten-Zyklus)                                                        | Vers 1821              | 22 × 30,5       | Huile sur toile | Niedersächsisches Landesmuseum                         | Hanovre                        | Allemagne   |                                                                     |
|         | Le Soir' (Cycle des heures du jour)                                              | Der Abend (Tageszeiten-Zyklus)                                                         | Vers 1821              | 22 × 30,5       | Huile sur toile | Niedersächsisches Landesmuseum                         | Hanovre                        | Allemagne   |                                                                     |
|         | Corbeaux sur un arbre                                                            | Krähen auf einem Baum                                                                  | 1822                   | 54 × 71         | Huile sur toile | Musée du Louvre                                        | Paris                          | France      | Base Joconde                                                        |
|         | Croix dans la montagne                                                           | Kreuz im Gebirge                                                                       | 1822                   | 128 × 71        | Huile sur toile | Château de Friedenstein, inv. no 449/407               | Gotha                          | Allemagne   |                                                                     |
|         | Femme à la fenêtre                                                               | Frau am Fenster                                                                        | 1822                   | 44 × 37         | Huile sur toile | Alte Nationalgalerie, inv. no A I 918                  | Berlin                         | Allemagne   |                                                                     |
|         | Lever de lune sur la mer                                                         | Mondaufgang am Meer                                                                    | 1822                   | 55 × 71         | Huile sur toile | Alte Nationalgalerie                                   | Berlin                         | Allemagne   |                                                                     |
|         | Paysage champêtre, le matin                                                      | Dorflandschaft bei Morgenbeleuchtung,Einsamer Baum                                     | 1822                   | 55 × 71         | Huile sur toile | Alte Nationalgalerie                                   | Berlin                         | Allemagne   |                                                                     |
|         | Lever de lune sur la mer                                                         | Mondaufgang am Meer                                                                    | 1821                   | 135 × 170       | Huile sur toile | Musée de l'Ermitage                                    | Saint-Pétersbourg              | Russie      | Musée                                                               |
|         | Paysage rocheux dans la Elbsandsteingebirge                                      | Felsenlandschaft im Elbsandsteingebirge                                                | 1822/23                | 91 × 72         | Huile sur toile | Österreichische Galerie Belvedere, inv. no 2859        | Vienne                         | Autriche    |                                                                     |
|         | À la périphérie de Greifswald                                                    | Am Stadtrand von Greifswald                                                            | 1822/23                |                 |                 | Alte Nationalgalerie                                   | Berlin                         | Allemagne   |                                                                     |
|         | Au Ryck à Greifswald avec vue sur les moulins devant le saut Steinbecker         | Am Ryck in Greifswald mit Blick auf die Mühlen vor der Steinbecker Schanze             | 1822/23                |                 |                 | Alte Nationalgalerie                                   | Berlin                         | Allemagne   |                                                                     |
|         | La Mer de Glace                                                                  | Das Eismeer                                                                            | 1823/24                | 96,7 × 126,9    | Huile sur toile | Kunsthalle de Hambourg                                 | Hambourg                       | Allemagne   | Musée                                                               |
|         | À l'intérieur de la forêt au clair de lune                                       | Waldinneres bei Mondschein                                                             | 1823-1830              |                 | Huile sur toile | Alte Nationalgalerie                                   | Berlin                         | Allemagne   |                                                                     |
|         | Paysage au lac de montagne, matin                                                | Landschaft mit Gebirgsee, Morgen                                                       | 1823-1835              | 71,5 x 93       | Huile sur toile | Collection privée                                      |                                |             |                                                                     |
|         | Tombeau de Hutten                                                                | Huttensgrab                                                                            | 1823                   |                 | Huile sur toile | Klassik Stiftung                                       | Weimar                         | Allemagne   | Ouvrage                                                             |
|         | Soir avec nuages                                                                 | Abend mit Wolken                                                                       | 1824                   | 14 × 22,5       | Huile sur toile | Kunsthalle                                             | Mannheim                       | Allemagne   |                                                                     |
|         | Matin dans les montagnes                                                         | Morgen im Gebirge                                                                      | au plus tard en 1823   | 135 × 70        | Huile sur toile | Musée de l'Ermitage                                    | Saint-Pétersbourg              | Russie      | Musée                                                               |
|         | Deux Hommes contemplant la Lune                                                  | Zwei Männer in Betrachtung des Mondes                                                  | 1819                   | 35 × 44         | Huile sur toile | Galerie Neue Meister                                   | Dresde                         | Allemagne   |                                                                     |
|         | Deux Hommes contemplant la Lune                                                  | Zwei Männer in Betrachtung des Mondes                                                  | 1820-1825              | 34.9 x 43.8     | Huile sur toile | Metropolitan Museum of Art                             | New York                       | États-Unis  |                                                                     |
|         | Homme et Femme contemplant la Lune                                               | Mann und Frau in Betrachtung des Mondes                                                | Vers 1824              | 34 × 44         | Huile sur toile | Alte Nationalgalerie                                   | Berlin                         | Allemagne   | Musée                                                               |
|         | Le Watzmann                                                                      | Der Watzmann                                                                           | 1824/25                | 133 × 170       | Huile sur toile | Alte Nationalgalerie                                   | Berlin                         | Allemagne   |                                                                     |
|         | Ruines du monastère d'Eldena, près de Greifswald                                 | Klosterruine Eldena bei Greifswald                                                     | 1824/25                | 35 × 49         | Huile sur toile | Alte Nationalgalerie, inv. no A II 574                 | Berlin                         | Allemagne   |                                                                     |
|         | Arbres au clair de lune                                                          | Bäume im Mondschein                                                                    | Vers 1824              | 19,5 × 25       | Huile sur toile | Wallraf-Richartz Museum                                | Cologne                        | Allemagne   |                                                                     |
|         | Colline avec champ labouré près de Dresde                                        | Hügel mit Bruchacker bei Dresden                                                       | 1825                   |                 |                 | Kunsthalle de Hambourg                                 | Hambourg                       | Allemagne   |                                                                     |
|         | L'Entrée du cimetière (inachevé)                                                 | Friedhofseingang (unvollendet)                                                         | 1825                   | 143 × 110       | Huile sur toile | Galerie Neue Meister                                   | Dresde                         | Allemagne   |                                                                     |
|         | Arbres et arbustes sous la neige                                                 | Bäume und Sträucher im Schnee                                                          | Vers 1825              | 31 × 25,5       |                 | Galerie Neue Meister                                   | Dresde                         | Allemagne   |                                                                     |
|         |                                                                                  | Uttenwalder Grund                                                                      | Vers 1825              | 91,5 × 70,5     | Huile sur toile | Neue Galerie, inv. no 105                              | Linz                           | Autriche    |                                                                     |
|         | Cimetière sous la neige                                                          | Friedhof im Schnee                                                                     | 1826                   | 31 × 25         | Huile sur toile | Museum der bildenden Künste                            | Leipzig                        | Allemagne   |                                                                     |
|         | Navires dans le port, le soir                                                    | Schiffe im Hafen am Abend                                                              | 1827/28                | 31 × 25         | Huile sur toile | Galerie Neue Meister                                   | Dresde                         | Allemagne   |                                                                     |
|         | Abri enneigé (Abri sous la neige)                                                | Verschneite Hütte (Hütte im Schnee)                                                    | Vers 1827              | 31 × 25         | Huile sur toile | Alte Nationalgalerie                                   | Berlin                         | Allemagne   |                                                                     |
|         | Forêt de sapins avec cascade                                                     | Tannenwald mit Wasserfall                                                              | 1828                   |                 |                 | Kunsthalle de Hambourg                                 | Hambourg                       | Allemagne   |                                                                     |
|         | Taillis de sapins dans les bois                                                  | Fichtendickicht im Walde                                                               | 1828                   |                 |                 | Neue Pinakothek                                        | Munich                         | Allemagne   |                                                                     |
|         | Temple de Junon à Agrigente                                                      | Junotempel in Agrigent                                                                 | Vers 1828-1830         | 53,3 × 71,5     | Huile sur toile | Museum am Ostwall, inv. no C 5022                      | Dortmund                       | Allemagne   |                                                                     |
|         | Chêne sous la neige                                                              | Eichbaum im Schnee                                                                     | 1829                   | 71 × 48         | Huile sur toile | Alte Nationalgalerie                                   | Berlin                         | Allemagne   |                                                                     |
|         | Clair de lune sur la mer                                                         | Mondschein auf dem Meer                                                                | 1830                   |                 |                 | Alte Nationalgalerie                                   | Berlin                         | Allemagne   |                                                                     |
|         | L'Etoile du berger                                                               |                                                                                        | 1830 v.                | 32 × 45         | Huile sur toile | Maison de Goethe                                       | Francfort                      | Allemagne   |                                                                     |
|         | Ruine Eldena dans le massif des Géants                                           | Klosterruine Eldena im Riesengebirge                                                   | 1830/1835              | 73 × 103        | Huile sur toile | Pommersches Landesmuseum                               | Greifswald                     | Allemagne   |                                                                     |
|         | Marche au crépuscule                                                             |                                                                                        | 1830/1835              | 34 × 43         | Huile sur toile | Getty Center                                           | Los Angeles                    | États-Unis  | Musée                                                               |
|         | Paysage plat dans la baie de Greifswald (Marine, soir sur la mer Baltique)       | Flachlandschaft am Greifswalder Bodden (Seestück, Abend an der Ostsee)                 | 1830-1834              | 25,7 × 31,5     | Huile sur toile | Musée Georg Schäfer                                    | Schweinfurt                    | Allemagne   |                                                                     |
|         | Paysage du soir avec deux hommes                                                 | Abendlandschaft mit zwei Männern                                                       | 1830-1835              | 25 × 31         | Huile sur toile | Musée de l'Ermitage                                    | Saint-Pétersbourg              | Russie      |                                                                     |
|         | Paysage de montagnes en Bohême                                                   | Berglandschaft in Böhmen                                                               | Vers 1830              |                 |                 | Kunsthalle de Hambourg                                 | Hambourg                       | Allemagne   |                                                                     |
|         | Soir sur plage de la Baltique                                                    | Abend am Ostseestrand                                                                  | Vers 1830              |                 |                 | Galerie Neue Meister                                   | Dresde                         | Allemagne   |                                                                     |
|         |                                                                                  | Sturzacker                                                                             | Vers 1830              |                 |                 | Kunsthalle de Hambourg                                 | Hambourg                       | Allemagne   |                                                                     |
|         | Souvenirs dans le massif des Géants                                              | Erinnerungen an das Riesengebirge                                                      | Vers 1830-1835         | 27 × 103        |                 |                                                        |                                |             | Disparue depuis 1945                                                |
|         | Plage marécageuse                                                                | Sumpfiger Strand                                                                       | 1832                   | 31 * 25         | Huile sur toile | Kunsthalle de Hambourg                                 | Hambourg                       | Allemagne   |                                                                     |
|         | La Grande Réserve                                                                | Das Große Gehege (Ostra-Gehege) bei Dresden                                            | Vers 1832              | 73,5 × 102,5    | Huile sur toile | Gemäldegalerie                                         | Dresde                         | Allemagne   | Musée                                                               |
|         |                                                                                  | Das brennende Neubrandenburg (inachevé)                                                | 1834                   |                 |                 | Kunsthalle de Hambourg                                 | Hambourg                       | Allemagne   |                                                                     |
|         | Chouette sur un arbre dépouillé                                                  | Eule auf schmucklosem Baum                                                             | 1834                   | 25,5 * 31,5     | Huile sur toile | Collection privée                                      |                                | France      |                                                                     |
|         | Les Âges de la vie                                                               | Die Lebensstufen                                                                       | Vers 1834              | 72,5 × 94       | Huile sur toile | Museum der bildenden Künste, inv. no 1217              | Leipzig                        | Allemagne   | Musée                                                               |
|         | Forêt en fin d'automne (Eau sylvestre, forêt d'automne)                          | Wald im Spätherbst (Waldwasser, Herbstwald)                                            | 1835                   | 35 × 44         | Huile sur toile | Musée des Beaux-Arts (Angermuseum), inv. no 3626       | Erfurt                         | Allemagne   |                                                                     |
|         | Rivage au clair de lune                                                          | Meeresufer im Mondschein                                                               | 1835                   |                 |                 | Kunsthalle de Hambourg                                 | Hambourg                       | Allemagne   |                                                                     |
|         | Lever du soleil à Neubrandenbourg                                                | Sonnenaufgang bei Neubrandenburg                                                       | Vers 1835              | 72 × 101        | Huile sur toile | Kunsthalle de Hambourg                                 | Hambourg                       | Allemagne   |                                                                     |
|         | Paysage avec le Růžovský vrch dans la Suisse bohémienne                          | Landschaft mit dem Rosenberg in der böhmischen Schweiz                                 | Vers 1835              | 34,9 × 48,5     | Huile sur toile | Städelsches Kunstinstitut, inv. no 1821                | Francfort-sur-le-Main          | Allemagne   |                                                                     |
|         | Paysage dans le massif des Géants                                                | Riesengebirgslandschaft                                                                | Vers 1835              | 73,5 × 102,5    | Huile sur toile | Nasjonalgalleriet                                      | Oslo                           | Norvège     |                                                                     |
|         | Souvenirs dans le massif des Géants                                              | Erinnerungen an das Riesengebirge                                                      | Vers 1835              | 73,5 × 102,5    | Huile sur toile | Musée de l'Ermitage                                    | Saint-Pétersbourg              | Russie      |                                                                     |
|         | Paysage dans le caractère des hauteurs de la Bohème centrale (Massif des Géants) | Landschaft im Charakter des böhmischen Mittelgebirges (Riesengebirge)                  | 1830-1835              | 27 x 103        | Huile sur toile | disparu depuis 1945                                    |                                |             |                                                                     |

### Dessins et aquarelles
| Image | Titre                                                      | Titre allemand                                                 | Année             | Technique                                                              | Dimensions     | Ville             | Musée                                   | Notes |
| ----- | ---------------------------------------------------------- | -------------------------------------------------------------- | ----------------- | ---------------------------------------------------------------------- | -------------- | ----------------- | --------------------------------------- | ----- |
|       |                                                            | Schriftblatt: Gott hat selbst in unsere Schmerzen              | 1er décembre 1788 | Plume, encre et aquarelle                                              | 207 x 329 mm   | Greifswald        | Musée régional de Poméranie             |       |
|       | Nu féminin dans le style de Johann Daniel Preißler         | Weiblicher Akt nach Preißler                                   | 1790-94           | crayon                                                                 | 321 x 201 mm   | Greifswald        | Musée régional de Poméranie             |       |
|       | Les sources Luisen à Frederiksdahl                         | Die Luisen-Quelle in Frederiksdahl                             | 1797              | Plume, encre et aquarelle                                              | 289 x 244 mm   | Hambourg          | Kunsthalle de Hambourg                  |       |
|       | Les sources Frederiksberg près de Copenhague I             | Die Frederiksberger Quelle bei Kopenhagen I                    | 9 juillet 1797    | Encre brune et aquarelle                                               | 217 x 168 mm   | Dresde            | Kupferstich-Kabinett                    |       |
|       | Paysage avec pavillon                                      |                                                                | vers 1797         | plume, encre et aquarelle                                              | 167 x 217 mm   | Hambourg          | Kunsthalle de Hambourg                  |       |
|       | Bateau de pêcheur                                          | Fischerboot                                                    | 1798              | crayon                                                                 | 103 x 168 mm   | Greifswald        | Musée régional de Poméranie             |       |
|       | Arbres, bateaux et filets                                  | Baum, Boot, Netze                                              | vers 1798         | crayon                                                                 | 150 x 165 mm   | Greifswald        | Musée régional de Poméranie             |       |
|       | Étude d'un jeune homme assis                               | Studie eines sitzendes Jünglings                               | 7 mai 1798        | Plume, encre et aquarelle                                              | 289 x 244 mm   | Prague            | Galerie nationale de Prague             |       |
|       | Portrait du pasteur et poète Ernst Theodor Johann Brückner | Bildnis des Pastors und Dichters Ernst Theodor Johann Brûckner | vers 1798         | Craie noire                                                            | 251 x 199 mm   | Berlin            | Staatliche Museen                       |       |
|       | Autoportrait                                               |                                                                | 1800              | Craie noire                                                            | 420 x 276 mm   | Copenhague        | Statens Museum for Kunst                |       |
|       | Mother Heiden                                              |                                                                | 1798–1802         | Craie noire                                                            | 420 x 276 mm   | Greifswald        | Musée régional de Poméranie             |       |
|       | Portrait du père, Adolph Gottlieb Friedrich                | Bildnis des Vaters Adolph Gottlieb Friedrich                   | environ 1798-1802 | Craie noire                                                            | 250 x 205 mm   | Greifswald        | Musée régional de Poméranie             |       |
|       | Scène des "Brigands" de Schiller                           |                                                                | 1800–1801         | plume et sépia                                                         | 203 x 263 mm   | Greifswald        | Musée régional de Poméranie             |       |
|       | Autoportrait avec casquette et protège œil                 |                                                                | 1802              | crayon, brosse et encre                                                | 175 x 105 mm   | Hambourg          | Kunsthalle de Hambourg                  |       |
|       | Randonneur à la borne                                      |                                                                | 1802              | Sépia                                                                  |                |                   |                                         |       |
|       | Adolf Gottlieb Friedrich en train de lire                  |                                                                | 1802              | Craie noire                                                            | 346 x 320 mm   | Mannheim          | Kunsthalle de Mannheim                  |       |
|       |                                                            |                                                                | 1803              | Morceau de bois                                                        | 171 x 119 mm   | divers            |                                         | [ 8 ] |
|       | Pèlerinage au coucher du soleil (lever du soleil)          |                                                                | 1805              | Sépia                                                                  | 405 x 620 mm   | Weimar            | Collections d'art                       |       |
|       | Vue de l'atelier de l'artiste                              |                                                                | 1805-6            | Sépia                                                                  |                | Vienne            | Kunsthistorisches Museum                |       |
|       | Ruines du cloître d'Eldena                                 | Klosterruine Eldena                                            | 1806              | Aquarelle et encre                                                     |                |                   |                                         |       |
|       | Croix dans la montagne                                     |                                                                | 1805-06           | Crayon et sépia                                                        | 640 x 931 mm   | Berlin            | Kupferstichkabinett                     |       |
|       | Tombe géante près de la mer                                |                                                                | 1806-07           | plume, brosse et sépia sur graphite                                    | 645 x 950 mm   | Weimar            | Staatliche Kunstsammlungen              |       |
|       | Autoportrait                                               |                                                                | 1810              | Craie noire                                                            | 228 x 182 mm   | Berlin            | Kupferstichkabinett                     |       |
|       | Fenêtre sur le parc                                        |                                                                | c.1810-11         | Sépia et crayon                                                        | 39.8x30.5 cm   | Saint-Pétersbourg | Musée de l'Ermitage                     |       |
|       | La place du marché à Greifswald                            |                                                                | 1818              | crayon, encre et aquarelle                                             |                |                   |                                         |       |
|       | Vue de Greifswald depuis l'est                             |                                                                | 1818              | Aquarelle                                                              |                |                   |                                         |       |
|       | Les ruines d'Eldena                                        |                                                                | vers 1825         | Crayon, encre et aquarelle                                             | 178 x 229 mm   |                   | Collection privée                       |       |
|       | Aquarelle                                                  |                                                                | 1824-6            | aquarelle                                                              | 25 x 32 cm     |                   |                                         |       |
|       | La barrière rocheuse à Neurathen                           |                                                                | vers 1826-28      | Aquarelle sur crayon                                                   | 27.9x24.5 cm.  | Saint-Pétersbourg | Musée de l'Ermitage                     |       |
|       | Ruines du chateau de Teplitz                               |                                                                | 1828              | Crayon, encre et aquarelle                                             |                |                   |                                         |       |
|       | Paysage de rivière en montagne (version nocturne)          |                                                                | 1830-35           | Technique mixte sur papier transparent                                 | 77 x 127 cm    | Cassel            | Staatliche Museen                       |       |
|       | Allégorie de la musique profane                            |                                                                | vers 1834         | Pierre noire sur papier rose foncé. Angle supérieur droit reconstitué. | 73,5 x 52,5 cm | Paris             | Musée du Louvre                         |       |
|       | Paysage de rivière en montagne (version diurne)            |                                                                | 1830-35           | Technique mixte sur papier transparent                                 | 77 x 127 cm    | Cassel            | Staatliche Museen                       |       |
|       | Deux jeunes hommes au bord de la mer lors du lever de lune |                                                                | 1835              | Sépia                                                                  |                |                   |                                         |       |
|       | Vautour sur une bêche                                      |                                                                | 1835              | Sépia                                                                  |                |                   |                                         |       |
|       | Lever de lune                                              | Mondaufgang                                                    | vers 1835-1837    | Sépia et crayon                                                        | 24.5x34.5 cm   | Saint-Pétersbourg | Musée de l'Ermitage                     |       |
|       | Hibou dans une fenêtre gothique                            | Eule im Gotischen Fenster                                      | vers 1836         | Sépia et crayon                                                        | 37.8x25.6 cm   | Saint-Pétersbourg | Musée de l'Ermitage                     |       |
|       | Paysage avec hibou, tombe et cercueil                      |                                                                | 1836-37           | Sépia sur crayon                                                       | 385 x 383 mm   | Hambourg          | Kunsthalle de Hambourg                  |       |
|       | Hibou sur une croix mortuaire                              | Eule auf Grabkreuz                                             | 1836-37           | Sépia sur crayon                                                       |                | Moscou            | Musée des beaux-arts Pouchkine          |       |
|       | Hibou volant dans un ciel éclairé par la lune              |                                                                | 1836-37           | Sépia sur crayon                                                       | 27.9x24.4 cm   | Saint-Pétersbourg | Musée de l'Ermitage                     |       |
|       | Bateau sur la plage, lever de lune                         |                                                                | 1837-39           | Sépia sur crayon                                                       | 24.4x41.6 cm   | Saint-Pétersbourg | Musée de l'Ermitage                     |       |
|       | Paysage dans les Monts des Géants                          |                                                                | Inconnu           | Aquarelle sur crayon                                                   |                | Winterthour       | Musée Oskar Reinhart « Am Stadtgarten » |       |